# 臺灣總督府農商局食糧部臺中事務所
農業部農糧署中區分署臺中辦事處，前身臺灣總督府農商局食糧部臺中事務所，該辦公署為1941年臺灣日治時期所建之木造二階建事務所建築，原名臺灣總督府米榖局臺中事務所，下轄有清水出張所、彰化出張所與員林出張所。1945年後，作為臺中地區農糧相關部門之辦公機構使用，現今則由農委會農糧署中區分署臺中辦事處進行使用。2005年，該建築以「日治時臺中公共建築代表作品之一」、「整體空間使用方式仍保存至今，具有保存及建築研究價值」、「掌管之糧政業務，具有地方產業歷史變遷研究價值」為由，獲臺中市政府登錄為歷史建築。

## 外觀
該建築車寄牆面具有馬賽克面磚裝飾，立面危屋頂、屋身、基礎三段式分割。建築本體為木造，牆身為編竹夾泥牆材質。建築一樓為ㄇ字型格局，二樓為L型格局，入口大門設有前庭院，提供該建築與道路緩衝空間，同時主建築和附屬建築共同構成後庭院。然附屬房舍及外牆漆色和建築屋瓦也已進行變更，已非原先臺中事務所時期配置，但整體仍可見其日治晚期結構建築特色。

## 室內
該建築各行政辦公空間以單側內廊道銜接，並於建物入口設有車寄，車寄關牆面以馬賽克面磚裝飾。一樓室內地坪為鑲嵌銅條分割模石子材質，天花板為日式的平格天井、竿緣天井以及平板天花樣式。

## 外部連結
- 農委會農糧署中區分署臺中辦事處(原名：總督府農商局食糧部台中事務所) （页面存档备份，存于） - 臺中市文化資產處
- 農委會農糧署中區分署臺中辦事處(原名：總督府農商局食糧部台中事務所) （页面存档备份，存于） - 文化部文化資產局